# Wulff von Borcke
Wulff Degener von Borcke (* 25. April 1839 in Reckow, Kreis Regenwalde; † 12. März 1914), war ein deutscher Rittergutsbesitzer und Mitglied des Preußischen Herrenhauses.
Er war Angehöriger des pommerschen Adelsgeschlechts Borcke. Seine Eltern waren Ludwig von Borcke (* 1808; † 1854) und Klara geb. von Buggenhagen (* 1818, † 1912). Borcke war Rittergutsbesitzer auf Klemzow (im Kreis Schivelbein) und Bonin. Sein Rittergut Klemzow hatte 1914 nach dem amtlichen Landwirtschaftlichen Adressbuch einen Umfang von 932 ha. Bonin gehörte zu diesem Zeitpunkt der engsten Verwandtschaft.
Im Jahre 1906 wurde er auf Präsentation des Verbandes des Pommerschen Schlossgesessenen Geschlechts von Borcke Mitglied des Preußischen Herrenhauses. Ferner war er königlich preußischer Kammerherr und Major a. D.
Borcke war in erster Ehe mit Margarete von der Borch (* 1848; † 1869) verheiratet. Nach ihrem Tod heiratete er Hedwig von Heyden-Cartlow, verwitwete von Krause (* 1850, † 1919). Aus der ersten Ehe ist ein Sohn Klaus hervorgegangen, der aktiver Offizier wurde und frühzeitig Bonin erbte. Aus der zweiten Ehe stammen die Tochter Luise  (* 1884, † 1934) und der Sohn Vicco Wulff  (* 1885, † 1915), ebenfalls Offizier.